# Gle Jaba
Gle Jaba är en kulle i Indonesien.   Den ligger i provinsen Aceh, i den västra delen av landet, 1 800 km nordväst om huvudstaden Jakarta. Toppen på Gle Jaba är 212 meter över havet, eller 200 meter över den omgivande terrängen. Bredden vid basen är 1,5 km.
Terrängen runt Gle Jaba är varierad. Havet är nära Gle Jaba åt sydväst.Runt Gle Jaba är det ganska tätbefolkat, med 149 invånare per kvadratkilometer.